# Pranggong (Arahan)
Pranggong is een bestuurslaag in het regentschap Indramayu van de provincie West-Java, Indonesië. Pranggong telt 4855 inwoners (volkstelling 2010).